# The Speris Legacy
The Speris Legacy is een computerspel dat werd ontwikkeld door Binary Emotions en uitgegeven door Team17 Software Limited. Het spel kwam in 1996 uit voor de platform Commodore Amiga. Het spel is een sidescrolling actiespel waarbij het spelveld met bovenaanzicht wordt getoond.
De speler speelt een boer genaamd 'Cho', die de wereld rondtrekt op zoek naar avontuur, faam en fortuin. Het is gevraagd door de koning om uit te vinden waar de prins Gallus uithangt, deze terug te brengen zodat hij gestraft kan worden voor het verbranden van het paleis en het vermoorden van Kane een dag eerder.
Het spel begint bij Sharma City waar je paleis staat. Je kan hier met mensen praten om uit te vinden wat je moet doen en wapens bemachtigen. Op sommige plekken staan teleports om snel van de ene naar de andere plek te kunnen reizen. Ook kunnen sommige items bemachtigd worden door tegen flora te schieten.

## Releases
- Amiga (1996)
- Amiga CD32 (1996)